# ICARD
iCARDはゲームボーイ、ゲームボーイアドバンス、ゲームボーイアドバンスSPおよびパーソナルコンピュータ（USB接続）の周辺機器。アメリカ合衆国ジョージア州ブラセルトンにあるSPP Services社が発売している。

## 概要
レース中の車につけたトランスポンダから送信されたデータを特別に設置されたコンピュータが集計し、iCARD端末にそれが送られる。そしてユーザーはレースの情報をモニターを通じてリアルタイムで知ることのできる、というものである（当然、レース主催者が対応していなければまったく無意味である）。モータースポーツの一大拠点であるブラセルトンならではの商品と言える。